# Lagen om psykiatrisk tvångsvård
Lagen om psykiatrisk tvångsvård (LPT) är en svensk lag som innehåller de centrala bestämmelserna om psykiatrisk tvångsvård. Vissa kompletterande bestämmelser finns i Förordning (1991:1472) och Socialstyrelsens myndighetsföreskrifter, främst SOSFS 2008:18. Tvångsvård innebär en inskränkning av den enskildes rättigheter enligt 2 kap. 6 och 8 §§ Regeringsformen (RF) att slippa påtvingade kroppsliga ingrepp och frihetsberövanden och sker med stöd av 20 § RF.
En huvudregel i svensk sjukvård är att ingen ska vårdas mot sin vilja eller behandlas utan samtycke enligt 4 kap. Patientlagen. Tvång är enbart motiverat i undantagsfall och regleras huvudsakligen inom psykiatrin av LPT och lagen om rättspsykiatrisk vård (LRV), medan annan tvångsvård regleras främst av Lagen med särskilda bestämmelser om vård av unga (LVU), Lag om vård av missbrukare i vissa fall (LVM) och Smittskyddslagen.
Enligt Socialstyrelsen ska all tvångsvård och samtliga tvångsåtgärder ske med ett humant bemötande och andra alternativ ska ha uttömts. God omvårdnad och delaktighet från patienten och om lämpligt anhöriga ska eftersträvas. Från ett patientperspektiv har uttryckts:
| ” | Ett felaktigt agerande vid en tvångssituation kan skada patientens tillit till psykiatrin för all framtid. Här bör strävan vara att värna om patientens integritet, nedbringa känslan av tvång och avdramatisera de inslag i behandlingen som förstärker den skräck som denne redan upplever i sitt sjukdomstillstånd | „ |
| – Så vill vi ha det: patient-, brukar- och anhörignätverkets krav på framtida vård, stöd och behandling inom psykiatriområdet | |   |

Trots att tvångsvården utgör en allvarlig inskränkning av individens integritet är lagstiftarens förhoppning att kraven för psykiatrisk tvångsvård ska ses som ett uttryck för omsorg och solidaritet, där tvångsåtgärderna ytterst ska syfta till att åter göra individen till en autonom person. Rent juridiskt bör också påpekas att alla patientens rättigheter enligt Hälso- och sjukvårdslagen (HSL), Offentlighets- och sekretesslagen (OSL) och patientlagarna som inte uttryckligen begränsats kvarstår. I 1 § LPT påpekas detta särskilt vad gäller HSL och patientlagen. Rätten till information enligt 3 kap. patientlagen gäller och utökas av LPT, patienten ska informeras om alla åtgärder med tydlighet och öppenhet.

## Chefsöverläkarens roll och delegering
Arbetet på en psykiatrisk vårdinrättning leds av en chefsöverläkare vars roll definieras som:
| ” | läkare som har ansvaret för ledningsuppgifter som rör psykiatrisk tvångsvård och har specialistkompetens inom någon av de psykiatriska specialiteterna | „ |
| – Socialstyrelsens föreskrifter och allmänna råd om psykiatrisk tvångsvård och rättspsykiatrisk vård SOFS 2008:18 | |   |

Motsvarande formell titel saknas på icke-psykiatriska kliniker och kan förstås mot det juridiska behovet av att en enskild tjänsteman ska bära det yttersta ansvaret för tvångsvården i sig och de tvångsåtgärder som vidtas som ett resultat av den. I lagtexten förbehålls en majoritet av alla tvångsåtgärder chefsöverläkaren, men i praktiken utvidgas den auktoriteten genom delegering till alla specialistkompetenta psykiater på vårdinrättningen i enlighet med 39 § LPT. Delegeringen är främst menad att ske till läkare som erhållit specialistlegitimation efter 5 års ST-tjänst, men får i undantagsfall ske till ST-läkare inom psykiatri som fullgjort minst motsvarande 18 månaders heltidstjänstgöring, förutsatt att de bedöms specialistkompetenta av chefsöverläkaren.

## Förutsättningar för tvångsvård
För att sluten tvångsvård enligt LPT ska bli aktuellt måste samtliga tre följande villkor vara uppfyllda (3 § LPT):
- Personen lider av en allvarlig psykisk störning.
- Personen har ett oundgängligt behov av psykiatrisk heldygnsvård (sluten psykiatrisk tvångsvård) eller behöver iaktta särskilda villkor för att kunna ges nödvändig psykiatrisk vård (öppen psykiatrisk tvångsvård).
- Personen motsätter sig frivillig vård eller att det "till följd av patientens psykiska tillstånd finns grundad anledning att anta att vården inte kan ges med hans eller hennes samtycke".

### Begreppet allvarlig psykisk störning
Allvarlig psykisk störning är ett svenskt juridiskt begrepp och inte primärt en medicinsk term. Begreppet avser allvarliga psykotiska tillstånd, svår depression utan psykos med förhöjd självmordsrisk, svårt tvångsbeteende, allvarliga alkoholinducerade tillstånd inklusive delirium tremens, svåra manier samt vissa fall av abstinens med svåra symtom. Enbart missbruk utan psykiska symtom, personlighetsstörningar utan allvarliga symtom enligt ovan eller lindriga ångesttillstånd eller depressioner är inte exempel på allvarlig psykiskt störning. Huruvida ett tillstånd uppfyller kraven ska bedömas utifrån störningens art (en psykos utgör alltid en allvarlig psykisk störning) och grad (en depression kan uppfylla kriterierna vid till exempel genombrott av allvarliga psykotiska symtom eller manifesta självmordstankar).

## Vårdintyg, omhändertagande och konvertering
Vårdintyget är det dokument som underbygger den första delen av den tvåläkarprövning som krävs för att tvångsvårda en patient. Vårdintyget innehåller information om patientens medicinska och psykiatriska bakgrund och de aktuella observationer som ligger till grund för beslutet att utfärda intyget.

### Förutsättningar för vårdintyg
- Enligt 4 § LPT - kräver att läkaren har sannolika skäl att misstänka att patienten lider av en allvarlig psykisk störning som uppfyller kriterierna i 3 § och att läkaren misstänker att patienten är i behov av sluten psykiatrisk tvångsvård
- Enligt 11 § LPT - kräver att patienten redan vårdas inom frivillig psykiatrisk slutenvård enligt HSL. Utöver § 3-kriterierna måste farlighetskriteriet enligt 11 § första stycket vara uppfyllt
- Enligt 5 § LRV - kräver uppfyllnad av § 4-kriterierna i LRV vilka i praktiken speglar 3 § LPT

### Vårdintyg enligt 4 §
Vårdintyg enligt 4 § får endast utfärdas av en legitimerad läkare efter en särskild läkarundersökning. Om inte patienten medverkar till att bli undersökt så kan patienten omhändertas för undersökning. Polisen genomför omhändertagandet efter beslut av läkaren. Vårdintyg och omhändertagandebeslut får enbart tas av läkare i allmän tjänst eller privatpraktiserande med särskild dispens. Allmän tjänst avser offentlig sjukvård och ska inte förväxlas med allmäntjänstgöring. Ett vårdintyg får endast utfärdas i omedelbar anslutning till undersökningen.

#### Ofullständiga vårdintyg
Vårdintyget är ett juridiskt dokument som förutom motivation till varför § 3-kriterierna är uppfyllda kräver nedtecknande av relevant psykiskt och somatisk status samt utöver detta att flera administrativa rutor är korrekt ifyllda. I praktiken innebär detta att ofullständiga intyg är så pass vanliga att sjukvården har behövt upprätta rutiner för detta. Den vanligaste åtgärden är att kontakta intygsskrivande läkare per telefon för komplettering och därefter vidimera ändringarna. Misslyckas åtgärden är vårdintyget ogiltigt och går inte att använda som grund för fortsatt tvångsvård.

### Konvertering enligt 11 §
En patient som behandlas inom slutenvården genom frivillig vård enligt HSL kan under särskilda förhållanden behöva konverteras till sluten psykiatrisk tvångsvård enligt LPT. Utöver förutsättningar för vård enligt 3 § LPT måste också farlighetskriteriet vara uppfyllt det vill säga: att patienten kan befaras komma att allvarligt skada sig själv eller någon annan till följd av sin psykiska störning.
Till följd av farlighetskriteriet ställs således högre krav i konverteringssituationen. På samma sätt som vid intagning enligt LPT gäller tvåläkarprövning vid konvertering: vårdintyg ska utfärdas, följt av ett konverteringsbeslut inom 24 timmar, utfört av en specialistkompetent läkare med delegation. Chefsöverläkaren ska meddela förvaltningsrätten senast nästkommande dag. Konverteringsbeslutet är giltigt längst fyra dagar och domstolsförhandling ska ske oavsett, men avser läkaren förlänga tvångsvården ska ansökan lämnas in inom dessa fyra dagar. I så fall får tvångsvården fortsätta fram till domstolsförhandlingen.

## Kvarhållande och intagning

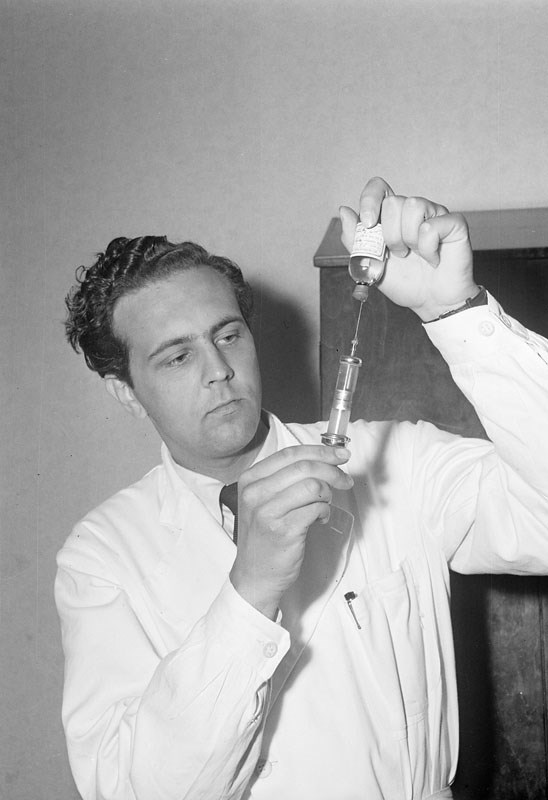
En nattbroder aspirerar läkemedel

### Kvarhållandebeslut
Förutsatt att patienten inkommer till den psykiatriska akutmottagningen med ett giltigt vårdintyg kan även en icke-legitimerad underläkare besluta om ett kvarhållningsbeslut enligt 6 §. Från och med kvarhållningsbeslutet kan patienten tvingas kvarstanna för observation i upp till 24 timmar från ankomst till vårdinrättningen. 
Kvarhållningsbeslutet möjliggör två olika former av tvångsåtgärder, båda är förbehållna legitimerade läkare och kräver att läkaren dessförinnan har bedömt patienten själv på plats:
- Bältesläggning enligt 19 § och avskiljning enligt 20 § (minderåriga enligt 19 a och 20 a  §§), förlängning får enbart beslutas av chefsöverläkare eller specialist med delegering[12]
- Medicinering som inte kan anstå enligt 6 a §

Det är förbjudet att ge patienten läkemedel i depåberedning med stöd av 6 a §, vilket sägs uttryckligen av 3 kap. 1 § SOSFS 2008:18. Detta eftersom det vore vanskligt att tillåta tvångsmedicinering med preparat vars effekter kan vara i upp till flera veckor med stöd av ett preliminärt tvångsvårdsbeslut som kan upphöra efter 24 timmar.
Bältesläggning och tvångsmedicinering kunde innan införandet av § 6 a och fortsatt efteråt ske med hänvisning till nödvärn och nödrätt, medan avskiljning utifrån åtgärdens art inte anses kunna motiveras med hänsyn till nöd. Genomförande av tvångsåtgärder utan ett intagningsbeslut kräver att chefsöverläkare eller specialist med delegering omedelbart tillkallas för bedömning om intagning.

### Intagningsbeslut
Om inte chefsöverläkare eller specialistkompetent psykiater med delegering beslutar om intagning enligt 6 b § inom tidsfristen övergår vården automatiskt till frivillig vård. Intagningsbeslut kan inte tas om vårdintyget är äldre än fyra dagar. Intagningsbeslut kan inte tas av samma läkare som utfärdat vårdintyget som ligger till grund för tvångsvården enligt regeln om tvåläkarprövning.
Om patienten tas in ska beslutet innehålla en redogörelse för den psykiska störningen och de omständigheter som gett upphov till vårdbehovet. Patienten måste informeras om sina rättigheter, däribland att överklaga beslutet om tvångsvård till förvaltningsrätten, i samband med att beslutet tas.
Om beslutet inte överklagas och § 3-kriterierna är fortsatt uppfyllda kan tvångsvården efter ett intagningsbeslut fortgå i upp till fyra veckor utan förvaltningsrättens inblandning. Överklagas beslutet får tvångsvården fortsätta fram till dess att frågan avgörs av domstolen.

## Tvångsåtgärder vid slutenvård

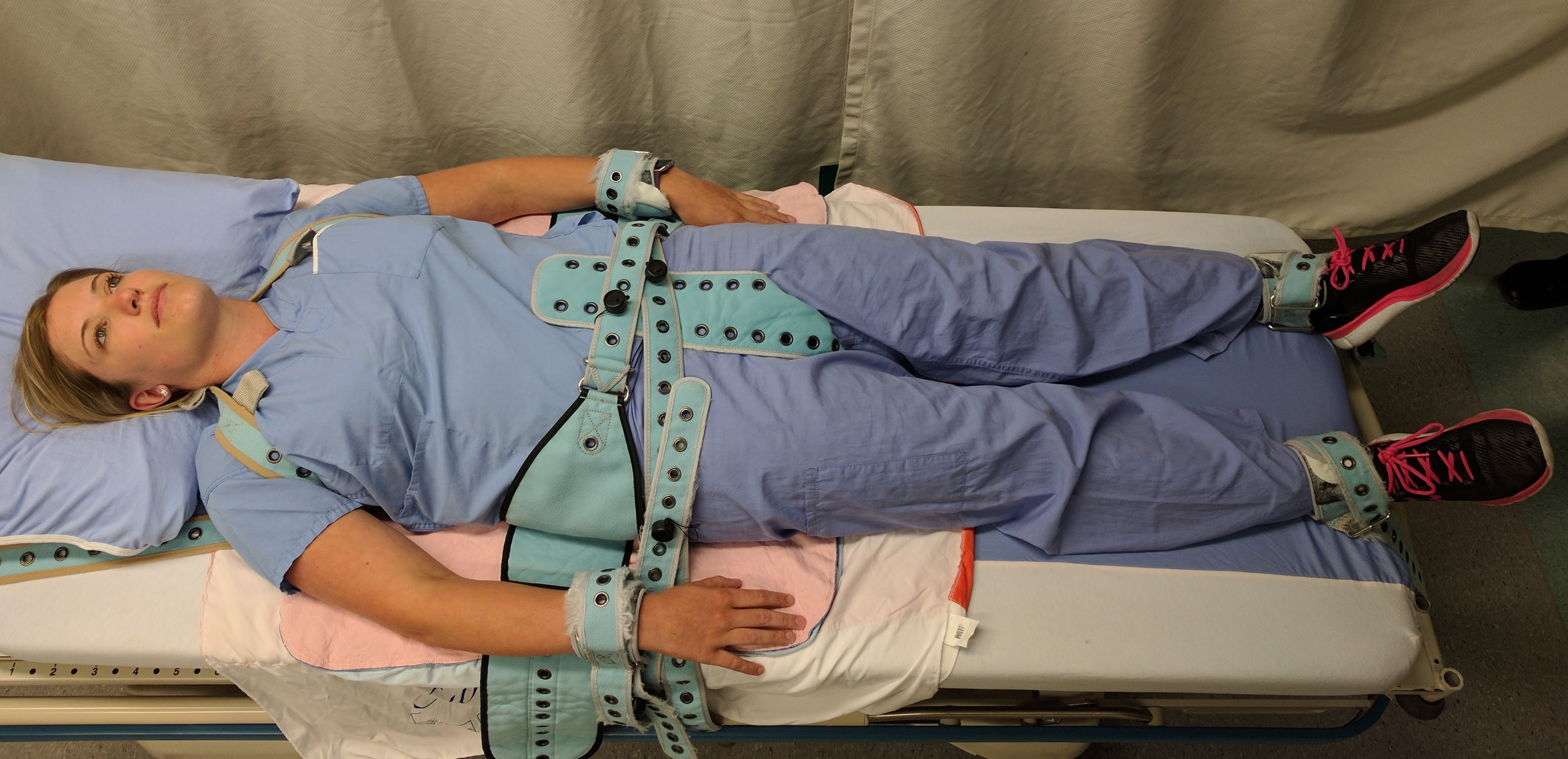
Bältessäng

Tvångsåtgärder får användas om övriga alternativ är uttömda och om de står i rimlig proportion till syftet med åtgärderna. Chefsöverläkaren är ytterst ansvarig och enligt lag tvungen att rapportera gällande tvångsåtgärder till Inspektionen för vård och omsorg (IVO).

### Generella tvångsåtgärder
- Patienten får hindras att lämna vårdenheten eller den del där hen ska vistas och enligt 18 § får det tvång som är nödvändigt användas för att uppnå detta, upprätthålla ordningen och tillgodose säkerheten i vården.[1]
- Enligt 21 § får patienten inte inneha narkotika, alkohol, andra berusningsmedel, varor omfattade av lagen (1999:42) om förbud mot vissa hälsofarliga varor eller medel som avses i lagen (1991:1969) om förbud mot vissa dopningsmedel, injektionssprutor, kanyler eller andra föremål som är särskilt ägnade åt missbruk eller befattade med narkotika eller annan egendom som kan skada patienten eller någon annan eller vara till men för vården eller störa ordningen på vårdinrättningen.[1]
- Försändelser till patienten får undersökas för kontroll avseende 21 § med stöd av 22 §. Kontroll enligt 22 § medger inte läsning av patientens inkommande brev eller handlingar. Egendom som inte får innehas enligt 21 § får omhändertas av vården.[1]

### Tvångsåtgärder på beslut av chefsöverläkare eller specialistkompetent läkare med delegering
- Behandling även med depotpreparat och exempelvis ECT får ske efter beslut om intagning.[1]
- Bältesläggning (i lagtexten: fastspänning) får ske kortvarigt vid omedelbar fara för patienten eller annan enligt 19 §. Vårdpersonal får inte lämna en fastspänd patient ensam. För minderåriga gäller beslut om och förlängning av bältesläggning i intervaller om max en timme i taget enligt 19 a §. IVO ska utan dröjsmål underrättas om bältesläggning enligt 19 eller 19 a §§ förlängs. Minderåriga patienter får inte bältas med hänsyn till fara för annan (se istället avskiljning enligt 20 a §).[1]
- Avskiljning får ske enligt 20 § om det blir nödvändigt på grund av aggressivt eller störande beteende som allvarligt försvårar vården av de andra patienterna. Avskiljning enligt 20 § får beslutas om och förlängas med max åtta timmar i taget, vid synnerliga skäl får undantag göras. Patienten ska hållas under fortlöpande uppsikt. För patient under 18 gäller beslut om och förlängning av avskiljning max två timmar i taget enligt 20 a §. IVO ska utan dröjsmål underrättas om beslut enligt 20 eller 20 a §§ förlängs över två timmar.[1]
- Användning av elektroniska kommunikationstjänster får inskränkas med hänsyn till patientens vård eller rehabilitering eller för att skydda annan. Inskränkning enligt 20 b § medför att den tekniska utrustning (dator, smartphone etc.) som möjliggör kommunikationen får omhändertas av vården. Inskränkning är giltig i max två månader eller (om patienten är under 18 år i max en vecka) enligt 22 b § och får förlängas med max samma tid. IVO ska utan dröjsmål underrättas om förlängning sker.[1]
- Patientens utgående försändelser får övervakas om det är nödvändigt för vård och rehabilitering eller för att undvika skada för annan enligt 22 a §. Läkaren som har beslutat om övervakning enligt 22 a § får läsa och kvarhålla försändelser vid behov, med undantag för: försändelser till svensk myndighet, advokat, eller patientens offentliga biträde. Inte heller försändelser till av Sverige erkänt internationellt organ behörigt hantera enskildas klagomål får granskas eller kvarhållas- Övervakning är giltig i max 2 månader enligt 22 b § och får förlängas med max 2 månader i taget. IVO ska utan dröjsmål underrättas om förlängning sker.[1]
- Kroppsvisitation får genomföras för att eventuellt beslagta egendom enligt 21 § eller 20 b § med stöd av 23 §. Patienten har rätt till närvarande vittne om möjligt[1]

### Tvångsåtgärder mot frivilligt vårdade patienter
Enligt 23 a § omfattas alla patienter på en vårdavdelning där det bedrivs sluten psykiatrisk tvångsvård per definition av 21 och 23 §§. Det innebär att även patienter som vårdas inom frivillig vård enligt HSL kan komma att kroppsvisiteras och råka ut för konfiskering av otillåtna föremål enligt 21 §. Detta försvårar försök till smuggling in på avdelningarna och dessutom kan varorna på listan anses försvåra så väl tvångsvård som frivillig vård. Notera att tobaksvaror inte omfattas av förbudet. Att röka och snusa är, än så länge, tillåtet.

### Tvångsåtgärder mot besökare
För avdelningar med förhöjd säkerhetsklass eller annars av nödvändighet för säkerheten på avdelningen får chefsöverläkaren enligt 23 b § besluta om allmän inpasseringskontroll vilket innebär att alla besökare får kroppsvisiteras för att söka efter och beslagta föremål som förbjudits av 21 §.
Beslagtas föremål enligt 21 eller 22 §§ utan att någon känd ägare finns ske de enligt 24 § destrueras eller säljas enligt 2 § första stycket lagen (1958:205) om förverkande av alkohol m.m. och eventuella intäkter tillfaller staten.

### Akuta tvångsåtgärder med stöd av Brottsbalken
Tvångsåtgärder enligt LPT kräver beslut av läkare, i många fall läkare med särskilda kompetenskrav. Detta kan medföra problem eftersom psykiatriska slutenvårdsavdelningar huvudsakligen bemannas av sjuksköterskor, skötare och undersköterskor. Särskilt på jourtid är läkarbemanningen begränsad. Samtidigt kan farliga och våldsamma situationer uppstå på avdelningar precis som i övriga samhället, särskilt vid vård av den underkategori av patienter med allvarlig psykisk störning som är aggressiva och våldsamma. Ansvarsfrihetsgrunderna enligt 24 kap. Brottsbalken gäller generellt i samhället och därför också i vården.
Nödvärnsrätten kräver ett visst mått av proportionalitet som i dagligt tal kan uttryckas som att man inte får använda mer våld än nöden kräver. Det medför i praktiken att det ändå är möjligt att i vissa akuta och farliga situationer använda våld och tvång utan att någon särskild personalkategori behöver besluta om det, oavsett om patienten vårdas enligt LPT eller inom frivillig vård. Alla fall av nödvärn och nödrätt bör dock dokumenteras noggrant, liksom förloppet innan nöden uppstod. Detta för att bevaka både patientens och personalens intressen. Medicinsk praxis är att inte tvångsmedicinera med hänsyn till nöd, eftersom akut medicinering ändå kräver läkarordination är det i juridisk mening säkrare och också mer korrekt att medicinera enligt 6 a § med stöd av ett vårdintyg.

### Rapporteringsskyldighet till IVO
Rapporteringsskyldighet gäller åtminstone förlängning av alla kvalificerade beslut som kan tas av chefsöverläkare eller specialistkompetent läkare med delegering. Ordalydelsen är att IVO "ska utan dröjsmål underrättas". Enligt IVO inspekteras alla inkomna underrättelser och om brister föreligger görs en bedömning om myndigheten behöver gå vidare med en utredning om särskilt ärende. Vissa tidsfrister, till exempel oavbruten fastspänning längre än 72 timmar, leder enligt IVO i princip alltid till en sådan utredning oavsett dokumentationens kvalitet och innehåll.
En särskild klausul angående minderåriga patienter lades till i senaste revideringen av LPT (SFS 2020:354): om en patient under 18 år har blivit föremål för någon kombination av fastspänning, avskiljning eller inskränkning av elektroniska kommunikationstjänster vid minst tre tillfällen under vårdperioden, ska IVO underrättas enligt 22 c §.

## Öppen psykiatrisk tvångsvård
Öppen psykiatrisk tvångsvård (ÖPT) blev möjlig från och med 1 september 2008 i och med revideringen SFS 2008:415. Vårdformen förutsätter att patienten behöver iaktta särskilda villkor för att kunna ges nödvändig psykiatrisk vård. Tvångsåtgärder får inte förekomma inom ÖPT, varken enligt LPT eller med stöd av annan lag exempelvis socialtjänstlagen. vilket medför att vårdformen till skillnad från sluten tvångsvård förutsätter ett relativt omfattande samförstånd mellan läkare och patient. Chefsöverläkaren ansöker om ÖPT hos länsrätten enligt 7 § och bifogar vårdplanen, den medicinska bedömningen och förslag på villkor. Patienten kan återintas av läkaren om § 3-kriterierna återigen är uppfyllda eller efter beslut av rätten. Enbart försenad kontakt med mottagningen med något dygn föreslås inte räcka för återintagning, men att helt undanhålla sig från vården kan anses göra det.
Patienter som vårdas enligt sluten psykiatrisk tvångsvård kan beviljas permission med stöd av 25 § om det kan ske i överensstämmelse med patientens vårdplan. Alla förbehåll och kriterier som kan beläggas ÖPT enligt 26 § tredje stycket kan beläggas permissionsbeslutet.

## Patientens rättigheter
Patienten bibehåller alla rättigheter som inte uttryckligen upphävts genom lag. Vården får dock ske mot patientens samtycke, vilket innebär ett upphävande av 4 kap. patientlagen och även med inskränkning av generella rättigheter garanterade av 6 och 8 §§ RF. Eftersom patientens rätt att bestämma begränsas så kraftigt blir det extra viktigt att patienten dels får den information patienten har rätt till enligt 3 kap. patientlagen och att patientens möjligheter och rättigheter till delaktighet och planering enligt 5 och 6 kap. patientlagen tas till vara. Enligt proportionalitetsprincipen har patienten rätt att inte utsättas för mer tvångsåtgärder än vad patientens sjukdomstillstånd kräver, de åtgärder som ändå utförs ska väga eventuell nytta mot det intrång som sker gentemot patientens rättigheter och det tvång som utövas ska ske så humant som möjligt med hänsyn till patienten.

### Personlig vårdplan
Patienten ska få en personlig vårdplan enligt 16 § så snart intagningsbeslut är taget. Vårdplanen ska sammanfatta de insatser som är nödvändiga för att vården ska bli framgångsrik och kunna övergå i frivillig vård enligt HSL. Patienten har rätt att delta så långt det går i utformandet av vårdplanen. Anhöriga bör också om lämpligt delta, i fall patienten själv inte kunnat medverka till utformningen av vårdplanen bör detta noteras.

### Lagen och möjlighet till överklagan
Patienten har rätt att så snart som möjligt efter intagningsbeslutet informeras (enligt 48 §) om sina möjligheter att överklaga intagningsbeslutet och därmed tvångsvården som helhet eller i lagtexten preciserade tvångsåtgärder till förvaltningsrätten enligt 32 och 33 §§. Dessutom måste lagtexten tillhandahållas väl synlig på vårdavdelningen.
Patienten ska informeras om möjligheten till överklagan av intagningsbeslutet (och därmed tvångsvården som helhet) eller enskilda tvångsåtgärder till förvaltningsrätten enligt 32 §. Även ett beslut om ÖPT kan överklagas i sin helhet. Efter genomförda tvångsåtgärder har patienten rätt till, så snart det är lämpligt, ett uppföljande samtal med läkaren för att få information och stöd för påbörja bearbetningen av eventuella trauman. Rätten regleras av 18 a §.

### Rätten till stödperson
En patient som vårdas enligt LPT ska också informeras om rätten till en stödperson enligt 30 §. Stödpersonen utses på patientens begäran, men kan även ske på vårdens begäran förutsätt att patienten inte direkt motsätter sig det. Stödpersoner godkänns av och utnämns av patientnämnden i regionen. Om stödpersonen och patienten är överens om det så får stödpersonen fortsätta att inneha rollen i upp till 4 veckor efter tvångsvårdens upphörande. Stödpersonen har rätt att närvara vid alla domstolsförhandlingar som rör patienten enligt 37 § och har rätt att regelbundet besöka patienten. Stödpersonen omfattas av sjukvårdssekretessen, men är inte tänkt att agera i vårdpersonalens ställe eller försöka påverka patientens vård utifrån sina egna övertygelser utan enbart agera som ett medmänskligt stöd.

## Sekretessbestämmelser och Beslutsjournal
Förutsatt att patienten inte överklagar tvångsvården kan två av varandra oberoende läkare med hjälp av LPT hålla en patient inspärrad utan domstolsväsendets inblandning, under vissa förutsättningar i upp till 4 veckor. Till skillnad från övriga journaluppgifter är alla beslut om tvångsvård undantagna från sjukvårdssekretessen enligt 25 kap. Offentlighets- och sekretesslagen (OSL) och noteras i en särskild beslutsjournal. Vårdintygets innehåll och all övrig information i patientjournalen omfattas dock av sedvanlig sekretess enligt 25 kap. OSL och 4-5 kap. Patientdatalagen. Skyldigheten att dokumentera tvångsåtgärder i en separat beslutsjournal nämns inte i Förordning (1991:1472) som reglerar dess upprättande och innehåll, men det är inte minst av de sekretesskäl som just nämnts praktiskt. Förordningen kräver också att en separat förteckning över tvångsvårdade patienter upprättas för att kunna tillgodose utlämnande av uppgifter enligt 25 kap. OSL.

## Domstolens roll samt förlängning och avslut av tvångsvård
Om tvångsvårdens längd passerar den aktuella maxgränsen specificerad i 6 eller 11 §§ upphör tvångsvården. Om chefsöverläkaren anser att patienten behöver längre vårdtid, måste denne enligt 7 § LPT före utgången av tidsfristen ansöka hos förvaltningsrätten om medgivande till fortsatt vård enligt LPT. I ansökan ska anges vilka omständigheter som utgör grund för en sådan bedömning samt vilket stöd och vilken behandling patienten ska få. Första förlängningen medger vård i upp till fyra månader (8 § LPT); därefter ska eventuell ansökan om förlängning inom sex månader (9 § LPT). Av rättsfallet RÅ 1998 ref. 51 framgår att när tvångsvård förlängts flera gånger och patienten fått vistas oavbrutet utanför sjukvårdsinrättningens område kan fortsatt tvångsvård inom heldygnsvården enligt LPT inte bifallas. Domstolen prövar även beslut om ÖPT.
Rätten att överklaga och få domstolsprövning grundar sig på svensk lagstiftning och rättspraxis men även att Sverige förbundit sig att följa artikel 5 i den europeiska konventionen angående skydd för de mänskliga rättigheterna och de grundläggande friheterna enligt vilken "envar som berövas sin frihet skall äga rätt att inför domstol påfordra att lagligheten av frihetsberövandet snabbt prövas samt hans frigivning beslutas, om åtgärden inte är laglig".

### Tvångsvårdens slut
Tvångsvården avslutas om det döms till patientens fördel vid överklagan av intagningsbeslutet eller förhandling med anledning av förlängning, om ansökan om förlängning inte inkommit i tid eller om läkaren enligt sin erfarenhet och patientens situation bedömer att villkoren för LPT enligt 3 § inte längre gäller.

## Polisens och Kriminalvårdens roll
Poliser får på eget bevåg omhänderta en person som befaras lida av en allvarlig psykisk störning i väntan på läkarundersökning och även transportera patienten till en sjukvårdsinrättning där denne kan få stöd och behandling. Polisen ska också bistå läkare på begäran med omhändertagande i samband med vårdintygsbedömning, för att transportera patienten till en sjukvårdsinrättning efter att vårdintyg utfärdats eller för att återföra en patient som avvikit från en sjukvårdsinrättning. Polisen eller kriminalvården sköter även transport av patienter mellan olika vårdinrättningar och polisen hanterar utlämning av patienter utan svenskt medborgarskap. Läkare har inte rätt att begära polishjälp för tvångsomhändertagande baserat på andrahandsuppgifter, i tveksamma fall rekommenderas att läkaren istället kontaktar polisen som får bestämma fortsatt handläggning istället för att skriva en dåligt underbyggd handräckningsbegäran.

## Patientstatistik
Mellan 2015 och 2019 vårdades omkring 41 300 personer enligt LPT i slutenvård, varav knappt 3 200 övergick till öppen vård enligt LPT. Könsfördelningen var jämn med en lätt övervikt mot män inom både LPT i slutenvård (52%) och LPT i öppenvård (55%). Antalet vårdade enligt LPT ökade med cirka 9 % under tidsperioden. Denna ökning har föreslagits bero på förbättrad inrapportering, men det saknas tillförlitliga data för att dra en slutsats om ökningens orsak. Majoriteten av patienterna tvångsvårdades kortare än två veckor. Psykossjukdomar inklusive schizofreni var den vanligaste psykiatriska diagnosen bland de tvångsvårdade och förekom i 40 % av fallen.

## Dispens från behörighetskraven
Regeringen får själv eller genom delegering till en myndighet med stöd av 40 § medge undantag från legitimation som behörighetskrav för vårdintyg enligt 4 § eller specialistkompetens som behörighetskrav för tvångsåtgärder enligt 39 §. Möjligheten till sådana beslut har delegerats till socialstyrelsen, vilket framgår av tillägget SOSFS 2013:18.